# 普陀薹草
普陀薹草（学名：Carex putuoensis）为莎草科薹草属的植物。分布于中国大陆的浙江等地，属中国原产的植物（非从国外引种）。